# Hugh H. Price
Hugh Hiram Price (* 2. Dezember 1859 in Black River Falls, Jackson County, Wisconsin; † 25. Dezember 1904 in Denver, Colorado) war ein US-amerikanischer Politiker. Im Jahr 1887 vertrat er den Bundesstaat Wisconsin im US-Repräsentantenhaus.

## Werdegang
Hugh Price war ein Sohn des Kongressabgeordneten William T. Price (1824–1886). Er besuchte die öffentlichen Schulen seiner Heimat und studierte anschließend an der University of Wisconsin–Madison. Danach arbeitete er in der Holzbranche. In den Jahren 1885 und 1886 war er im Gemeinderat seiner Heimatstadt. Außerdem war er im Kreisrat im Jackson County. Im Jahr 1885 fungierte er in diesem Bezirk auch als Sekretär der landwirtschaftlichen Gesellschaft. Politisch war Price Mitglied der Republikanischen Partei.
Nach dem Tod seines Vaters, der zu diesem Zeitpunkt Kongressabgeordneter war, wurde Hugh Price bei der fälligen Nachwahl für den achten Sitz von Wisconsin als dessen Nachfolger in das US-Repräsentantenhaus in Washington, D.C. gewählt, wo er am 18. Januar 1887 sein neues Mandat antrat. Bis zum 3. März 1887 konnte er nur die laufende Legislaturperiode im Kongress beenden. Dann trat der bei den regulären Wahlen des Jahres 1886 gewählte Nils P. Haugen seine Nachfolge an.
Nach seinem Ausscheiden aus dem US-Repräsentantenhaus nahm Hugh Price seine früheren Tätigkeiten wieder auf. Im Jahr 1889 wurde er in den Senat von Wisconsin gewählt. 1894 zog er nach Silver City in New Mexico, wo er sich am Silberbergbau beteiligte. Danach ging er nach Phoenix in Arizona-Territorium. Dort leitete er zwei Jahre lang die Landvermessungsbehörde. Anschließend zog sich Price in den Ruhestand zurück, den er in Denver verbrachte. Dort ist er am 25. Dezember 1904 auch verstorben.